# Purussaurus
Purussaurus – rodzaj olbrzymiego kajmana żyjącego w późnym miocenie, około 8 mln lat temu, na terenie Ameryki Południowej. Największy znany gad żyjący po erze mezozoicznej.
Znane są głównie czaszki tych krokodyli – pysk był bardzo szeroki i zaokrąglony, a cała czaszka płaska. Purussaurus miał również stosunkowo duże nozdrza. Odnaleziono niewiele fragmentów szkieletu pozaczaszkowego – głównie kręgi i żebra, choć odkryto również kompletną lewą kość udową. Mierzy ona około 54,5 cm długości i jest najdłuższą odnalezioną kością udową należącą do przedstawiciela Crocodilia. Na jej podstawie długość całego zwierzęcia szacowana jest na 7,79 m. Długość przedstawicieli gatunku Purussaurus brasiliensis, szacowana na podstawie czaszek mierzących około 1,5 m, wynosiła 10,5–11 do 12 metrów, choć niektóre źródła mówią o nawet 15 metrach. Podobne rozmiary (10–12 m) osiągały jedynie kredowe krokodylomorfy: Sarcosuchus i Deinosuchus oraz żyjący w pliocenie Rhamphosuchus (8–11 m, jednak niektóre źródła podają aż 15–18 m).

## Gatunki
- Purussaurus brasiliensis (typowy) Barbosa-Rodrigues, 1892
- Purussaurus neivensis (Mook, 1941)
- Purussaurus mirandai Aguilera et al., 2006